# Samyang Foods
Samyang Foods (kor. 삼양식품) – południowokoreański producent żywności i pierwsze przedsiębiorstwo produkujące rāmen w Korei Południowej. Firma jest producentem Hot Chicken Flavor Ramen (buldak-bokkeum-myeon).
Przedsiębiorstwo zostało założone 15 września 1961 roku przez Jeona Jung Yoona. W 1963 roku wprowadzono pierwszy koreański makaron błyskawiczny.